# کولوسئوم

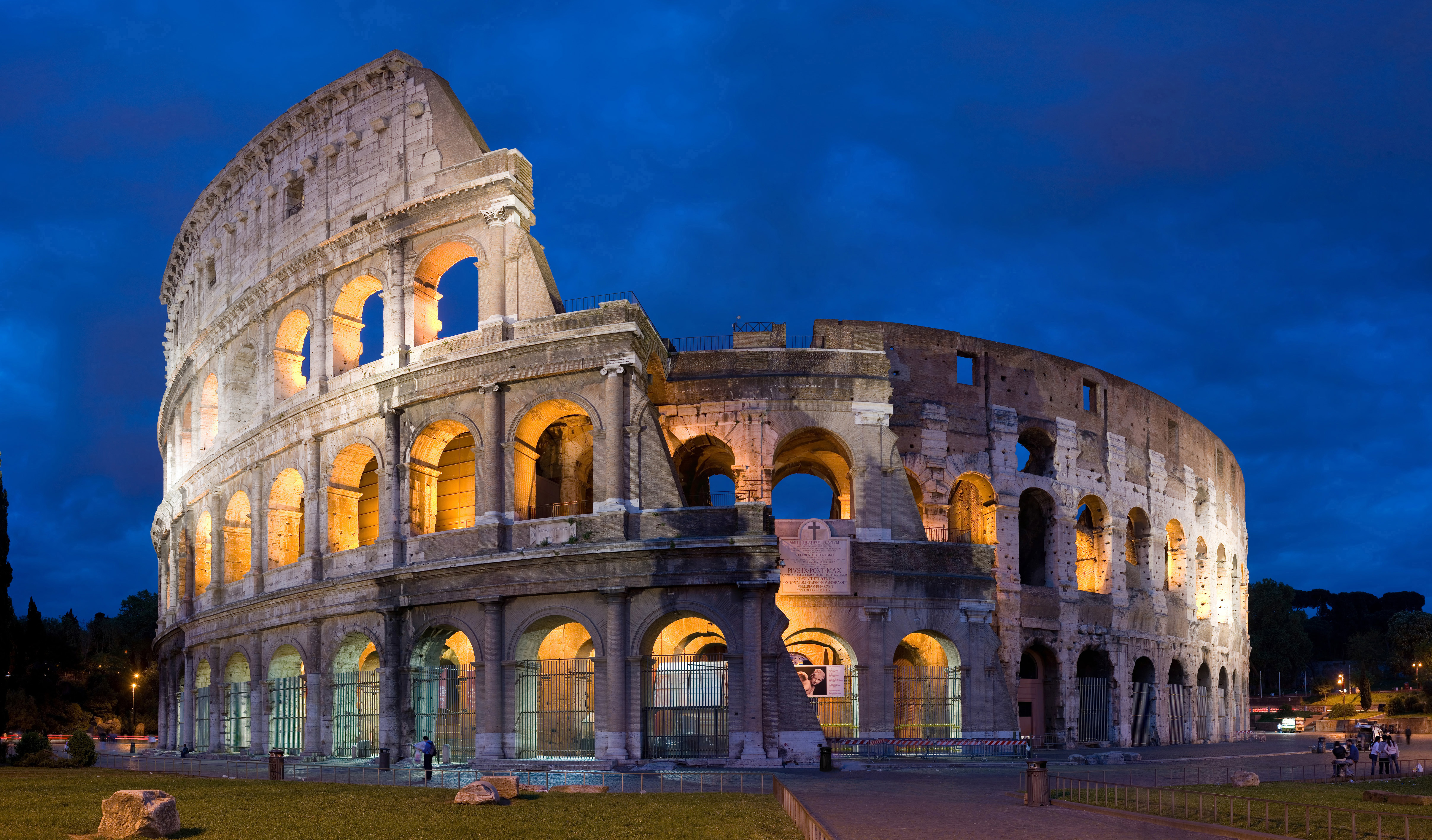
نمای بیرونی در شب

کولوسئوم (نام باستانی: Amphitheatrum Novum یا Amphitheatrum Flavium، به ایتالیایی: Colosseo، به لاتین: Colosseum)  یا کولسیم (‎/ˌkɒləˈsiːəm/‎ KOL-ə-SEE-əm) یک تماشاخانه در شهر رم در ایتالیا است. این بزرگ‌ترین آمفی تئاتر باستانی است که تاکنون ساخته شده‌است و با وجود قدمتش هنوز هم بزرگ‌ترین آمفی تئاتر ایستاده در جهان است. ساخت و ساز در زمان امپراتور وسپاسیان (۷۹–۶۹ م.) در سال ۷۲ آغاز شد و در سال ۸۰ میلادی در زمان جانشین و وارث او، تیتوس (۸۱–۷۹ م.) به پایان رسید. تغییرات بیشتری در زمان سلطنت دومیتیان (۹۶–۸۱ م.) انجام شد. سه امپراتوری که حامیان این اثر بودند به عنوان سلسله فلاویان شناخته می‌شوند و آمفی‌تئاتر توسط باستان شناسان ، آمفی‌تئاتر فلاویان (به لاتین: Amphitheatrum Flavium؛ ایتالیایی: Anfiteatro Flavio [aɱfiteˈaːtro ˈflaːvjo]) نامیده شد.
کولوسئوم از سنگ آهک تراورتن، توف (سنگ آتشفشانی) و بتن آجری ساخته شده‌است. تخمین زده می‌شود که بین ۵۰۰۰۰ تا ۸۰۰۰۰ تماشاگر در مقاطع مختلف تاریخ خود داشته باشد، که میانگین تماشاگران آن حدود ۶۵۰۰۰ نفر است؛ از آن برای مسابقات گلادیاتورها و نمایش‌های عمومی از جمله شکار حیوانات و اعدام‌ها استفاده می‌شد. اجرای نبردها و درام‌های معروف بر اساس اساطیر رومی و به‌طور خلاصه نبردهای دریایی ساختگی استفاده می‌شد. در اوایل قرون وسطی از این ساختمان برای سرگرمی استفاده نمی‌شد. بعداً برای مقاصدی مانند مسکن، کارگاه، محله‌های مذهبی، قلعه، معدن و زیارتگاه مسیحیان مورد استفاده مجدد قرار گرفت. اگرچه کولوسئوم به‌طور قابل توجهی توسط زلزله و دزدان سنگ تخریب شده‌است، اما هنوز هم نماد مشهور امپراتوری روم است و به عنوان یکی از عجایب هفتگانه جدید جهان ثبت شده‌است. این یکی از محبوب‌ترین جاذبه‌های توریستی رم است و همچنین به کلیسای کاتولیک رومی پیوند دارد، زیرا پاپ هر جمعه، یک راهپیمایی «راه صلیب» با مشعل را رهبری می‌کند که از منطقه اطراف کولوسئوم شروع می‌شود. کولوسئوم روی نسخه ایتالیایی سکه پنج سنتی یورو به تصویر کشیده شده‌است.

## سازه
پلان این مجموعه به شکل بیضی با قطرهای ۱۸۸ متر و ۱۵۶ متر و زیر بنای ۶ جریب می‌باشد. ارتفاع آن حدود ۴۸ متر است. کف صحنه چوبی است و در زیر آن مجموعه‌ای از اتاق‌ها و گذرگاه‌ها برای عبور حیوانات وحشی و سایر تدارکات لازم جهت راه‌اندازی و اجرای نمایش قرار گرفته است. تعداد ۸۰ دیوار به عنوان تکیه‌گاه برای طاق‌های گنبدی شکل، گذرگاه‌ها، پلکان و ردیف‌های صندلی، روی صحنه قرار گرفته است. لبه بیرونی طاق‌های متوالی باعث اتصال طبقات مختلف و پلکان بین آن‌ها به یکدیگر شده است.
نمای داخلی کولوسئوم از بالا سه ردیف طاق‌های گنبدی شکل رو در روی ستون‌ها و سر ستون‌ها قرار گرفته‌اند، در ستون‌های طبقه اول سبک معماری سبک دوریکا، در طبقه دوم سبک ایونیک، و در طبقه سوم سبک قرنتی که نزدیک به سبک کلاسیک یونان بود، به کار رفته است. این بنا به دلیل عبور و مرور آسان جمعیت به داخل و خارج میدان یکی از شاهکارهای مهندسی است در بالای این سه طبقه اصلی، طبقه زیرشیروانی شامل ستون‌های مستطیل شکل سبک قرنتی قرار دارد، فضای بین ستون‌ها با ۴۰ عدد پنجره کوچک مستطیل شکل پر شده است. در قسمت بالا، دیوارکوب‌ها و بندگاه‌هایی وجود دارد که تیرک‌هایی را که سایه بان‌ها به آن‌ها آویزان است، نگه داشته‌اند.
در ساخت عمارت با دقت بسیاری از انواع ترکیبات ساختمانی استفاده شده، برای فونداسیون از بتون و برای ستون‌ها و طاق‌ها از سنگ آهک (تراورتن) استفاده شده، در ستون‌های به کار رفته برای دیوار دو طبقه زیرین، از نوعی سنگ متخلخل به نام توفا استفاده شده است. برای طبقات فوقانی و اکثر طاق‌ها از آجر بتونی استفاده شده است.
این اثر هم‌اکنون به عنوان یکی از عجایب هفتگانه جدید به‌شمار می‌رود.

## نام‌های اصلی و تاریخی
در اصل، نام لاتین این ساختمان به سادگی «آمفی‌تئاتروم» (amphitheatrum) به معنای «آمفی‌تئاتر» بود. اگرچه نام مدرن آمفی‌تئاتر فلاویان (Amphitheatrum Flavium) اغلب استفاده می‌شود، اما هیچ مدرکی وجود ندارد که نشان دهد این نام در اروپای دوران باستان استفاده شده باشد. این نام به حمایت دودمان فلاویان اشاره دارد که در دوران سلطنت آنها این ساختمان ساخته شد، اما این بنا بیشتر با نام کولوسئوم شناخته می‌شود. در دوران باستان، رومی‌ها ممکن است کولوسئوم را با نام غیررسمی آمفی‌تئاتروم سزاریوم (Amphitheatrum Caesareum) صدا می‌کرده‌اند (که سزاریوم صفتی مربوط به عنوان سزار است)، اما این نام ممکن است کاملاً شاعرانه بوده باشد، زیرا منحصر به کولوسئوم نبوده است؛ وسپاسیان و تیتوس، سازندگان کولوسئوم، یک آمفی‌تئاتر فلاویان نیز در پوتزولی ساختند.

### منشأ نام کولوسئوم و مجسمه نرون
اعتقاد بر این است که نام کولوسئوم از یک مجسمه غول‌پیکر نرون یا کلوسوس نرون برگرفته شده است که بر اساس الگوی غول رودس ساخته شده بود. این مجسمه برنزی غول‌پیکر از نرون به عنوان یک خدای خورشید، توسط امپراتور هادریان (حکومت ۱۱۷–۱۳۸) به کنار آمفی‌تئاتر منتقل شد. واژه «کولوسئوم» یک اسم لاتین خنثی است که از صفت «کولوسئوس» (colosseus) به معنای «غول‌آسا» یا «عظیم» گرفته شده است. تا سال ۱۰۰۰ میلادی، نام لاتین «کولوسئوم» برای اشاره به آمفی‌تئاتر از روی «کولوسوس سولیس» نزدیک آن ابداع شد.
در قرن هشتم، یک کتیبه منسوب به سنت بید، اهمیت نمادین مجسمه را در یک پیشگویی جشن گرفت که به شیوه‌های مختلفی نقل قول شده است: "Quamdiu stat Colisæus, stat et Roma; quando cadet colisæus, cadet et Roma; quando cadet Roma, cadet et mundus" («تا زمانی که کولوسوس پابرجاست، رم نیز پابرجا خواهد بود؛ زمانی که کولوسوس سقوط کند، رم سقوط خواهد کرد؛ زمانی که رم سقوط کند، جهان نیز سقوط خواهد کرد»). این عبارت اغلب به اشتباه به کولوسئوم، به جای کولوسوس، ترجمه شده است (همانند شعر لرد بایرون به نام سفر زیارتی چایلد هارولد). با این حال، در زمانی که Pseudo-Bede می‌نوشت، اسممذکر «کولیسئوس» برای مجسمه به کار می‌رفت، نه برای آمفی‌تئاتر.
املای کلمه گاهی در لاتین قرون وسطایی تغییر می‌کرد: "coloseum" و "coliseum" به ترتیب از قرون ۱۲ و ۱۴ تأیید شده‌اند. در قرن ۱۲، این سازه به عنوان "آمفی‌تئاتروم کولیسئی" (amphitheatrum colisei)، به معنای «آمفی‌تئاتر کولوسوس»، ثبت شد. در قرون وسطای میانه، آمفی‌تئاتر فلاویان به صورت "colosé" در اواخر قرن ۱۳ در فرانسوی قدیم و به صورت "colisée" در اوایل قرن ۱۶ در فرانسوی میانه تأیید شده است، که در آن زمان این کلمه می‌توانست برای هر آمفی‌تئاتری به کار رود. از فرانسوی میانه "colisée", "colisee" در انگلیسی میانه مشتق شده که در اواسط قرن ۱۵ مورد استفاده قرار گرفت و توسط جان کپ‌گریو در کتاب "Solace of Pilgrims" به کار گرفته شد، که در آن اظهار داشت: "collise eke is a meruelous place … þe moost part of it stant at þis day." به همین ترتیب، واژه‌های ایتالیایی "colosseo" یا "coliseo" ابتدا برای اشاره به آمفی‌تئاتر در رم، و سپس برای هر آمفی‌تئاتری تأیید شدند. تا سال ۱۴۶۰، معادل آن در کاتالان "coliseu" وجود داشت؛ تا سال ۱۴۹۵، اسپانیایی "coliseo" و تا سال ۱۵۴۸، پرتغالی "coliseu" ظاهر شدند.

اولین ارجاع به نام کولوسئوم در انگلیسی نو نخستین، ترجمه سال ۱۶۰۰ توسط فیلمون هالند از کتاب "Urbis Romae topographia" اثر بارتولومئو مارلیانی است، که او از آن برای آماده‌سازی ترجمه خود از از پیدایش روم اثر تیتوس لیویوس استفاده کرد. متن می‌گوید: «این آمفی‌تئاتر معمولاً به دلیل کولوسوس نرون، که در ایوان خانه نرون قرار داده شده بود، کولوسئوم نامیده می‌شد.» به همین ترتیب، جان اولین، با ترجمه نام فرانسوی میانه "le Colisée" که توسط نظریه‌پرداز معماری رولان فریار دو شامبری استفادهشده بود، نوشت: «و واقعاً نوعی معجزه است که ببینیم کولوسئوم… و بی‌شمار ساختمان‌های دیگر که به نظر می‌رسید برای ابدیت ساخته شده‌اند، در حال حاضر چنان ویران و فرسوده هستند.»